# 小行星20480
小行星20480（20480 Antonschraut）是一颗绕太阳运转的小行星，为主小行星带小行星。该小行星于1999年7月14日发现。

## 轨道参数
小行星20480的轨道半长轴为2.4226092 UA，离心率为0.194。